# 이사와촌 (니가타현)
이사와촌(伊沢村)은 니가타현 히가시쿠비키군에 설치되었던 촌이다. 현재의 도카마치시에 해당한다.